# Henry Bell (Buenos Aires)
Henry Bell es una localidad argentina de la provincia de Buenos Aires, perteneciente al partido de Chivilcoy.

## Ubicación
Se ubica a 22 km de la ciudad de Chivilcoy, sobre camino de tierra; y a 15 km desde la ruta provincial RP 30. Su localidad más cercana es Ramón Biaus a 5 km de allÍ.

## Población
Casi toda la población de este pueblo del Partido de Chivilcoy sufrió un éxodo con el cierre del ferrocarril que conectaba con más pueblos bonaerenses y movilizaba la economía. La mayoría de su población eran inmigrantes originarios de Europa .En aquel pueblo, hacían actividades rurales y cargaban toda la producción de ganado y grano en los trenes que pasaban. La línea de aquel ramal, fue cerrada en 1980.
Durante los censos nacionales del INDEC de 2001 y 2010 fue considerada como población rural dispersa.